# 프레스파 협정

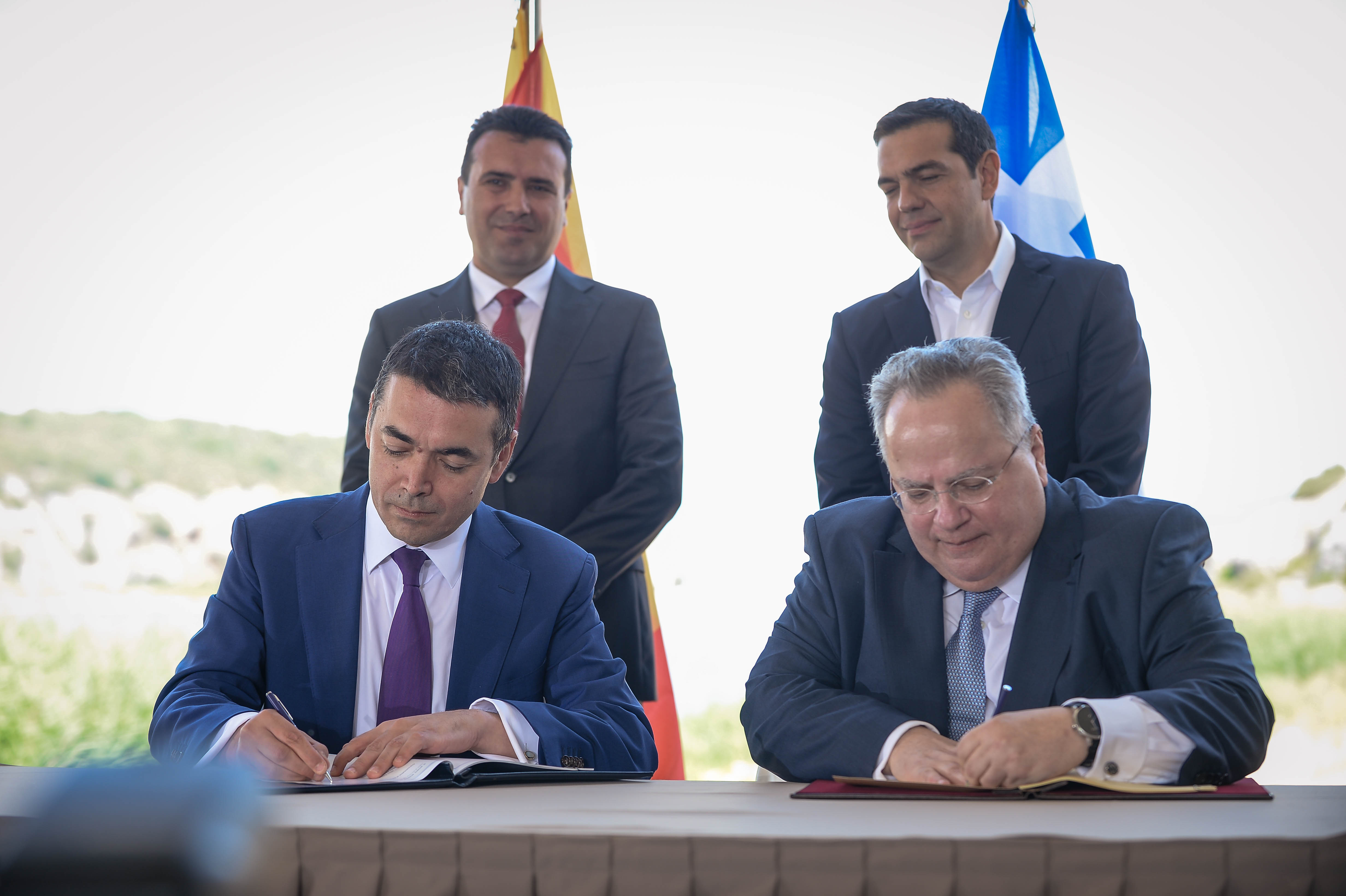
프레스파 협정에 서명하고 있는 니콜라 디미트로프 마케도니아 공화국 외무장관과 니코스 코치아스 그리스 외무장관. 뒤에는 조란 자에프 마케도니아 공화국 총리와 알렉시스 치프라스 그리스 총리가 지켜보고 있다.

프레스파 협정(마케도니아어: Преспански договор, 알바니아어: Marrëveshja e Prespës, 그리스어: Συμφωνία των Πρεσπών)은 2018년 6월 12일에 체결된 그리스와 마케도니아 공화국(현재의 북마케도니아) 간의 협정이다. 이 협정은 마케도니아 공화국은 국호를 마케도니아에서 북마케도니아로 변경하는 대신에 그리스는 북마케도니아의 북대서양 조약 기구(NATO) 가입에 동의한다는 내용을 담고 있다.

## 배경
북마케도니아는 1991년 유고슬라비아 사회주의 연방공화국이 해체되면서 마케도니아 공화국이라는 이름으로 독립했다. 하지만 그리스는 마케도니아 공화국이 알렉산드로스 3세와 그의 아버지 필리포스 2세의 고대 마케도니아 왕국으로 거슬러 올라가는 역사적인 근원을 내세워 그리스 북부 지역에 대한 영유권을 주장할 것을 심히 우려하면서 마케도니아라는 국호 사용을 반대한다는 입장을 표명했다. 마케도니아 공화국은 그리스와의 마케도니아 국호 분쟁으로 인해 한동안 유엔을 비롯한 여러 국제 기구에서 "구유고슬라비아 마케도니아 공화국"(The former Yugoslav Republic of Macedonia, FYROM)이라는 이름으로 알려지게 되었다. 그리스와의 국호 분쟁은 마케도니아 공화국이 북대서양 조약 기구(NATO), 유럽 연합(EU) 가입을 추진하는 과정에서 커다란 장애물로 여겨졌다.
그리스의 알렉시스 치프라스 총리는 2018년 6월 12일에 열린 마케도니아 공화국의 조란 자에프 총리와의 회담을 통해 북마케도니아의 국호를 마케도니아 공화국에서 북마케도니아로 변경하는 대신에 그리스가 마케도니아 공화국의 북대서양 조약 기구(NATO) 가입에 동의한다는 안건에 합의했다. 2018년 6월 17일에는 그리스와 마케도니아 공화국 양국의 총리와 외무장관이 프레스파호 인근에 위치한 그리스의 프사라데스 마을에서 정식 서명했다.

## 비준 과정
마케도니아 공화국 의회는 2018년 6월 20일에 프레스파 협정 비준 동의안을 가결시켰다. 이 과정에서 의원 69명이 찬성했으나 내부 마케도니아 혁명 기구-마케도니아 국민통합민주당은 "법적 상태의 학살이자 국가에 대한 학살"이라며 투표를 거부했다.
그리스 외무부는 2018년 6월 25일에 발표한 공식 성명을 통해 그리스 정부는 마케도니아가 새로운 국호에 따라 유럽 연합(EU)·북대서양 조약 기구(NATO) 가입하는 것에 동의한다고 밝혔다. 하지만 조르게 이바노프 마케도니아 공화국 대통령은 2018년 6월 26일에 공개된 공식 성명에서 "마케도니아 공화국의 국가 정체성, 마케도니아 국가의 개성, 마케도니아 공화국의 언어(마케도니아어) 및 마케도니아 공화국의 공존 모델"을 파괴하는 협정의 서명을 거부하겠다는 의사를 밝혔다.
그리스 정부는 2018년 6월 27일에 마케도니아 공화국의 유럽 연합(EU) 가입 협상에 대한 거부권 행사를 철회한다고 공식 통보했다. 2018년 7월 5일에는 마케도니아 공화국 의회 소속 의원 69명이 프레스파 협정 비준 동의안을 가결시켰다. 2018년 7월 11일에는 북대서양 조약 기구(NATO)가 마케도니아 공화국을 북대서양 조약 기구의 30번째 회원국으로 초청했다.
2018년 7월 30일에는 마케도니아 공화국 의회가 그리스와의 마케도니아 국호 변경 합의안에 동의할 것인가의 여부를 묻는 법적 구속력이 없는 국민투표를 실시하는 안건을 가결시켰다. 2018년 9월 30일에는 마케도니아 공화국에서 그리스와의 국호 변경 합의안에 대한 동의 여부를 묻는 국민투표가 실시되었다. 이 국민투표는 전체 유권자 666,344명이 참가하여 찬성 609,427표(94.18%), 반대 37,687표(5.82%), 무효 및 기권 19,230표(2.89%)를 기록하였으나 투표율이 36.89%를 기록했기 때문에 정족수 50%에 미달하여 부결되었다.
2018년 10월 15일에는 마케도니아 공화국 의회에서 국호 변경을 위한 토론이 시작되었는데 헌법 개정을 위해서는 전체 의석 120석 가운데 2/3에 해당하는 80명 이상의 찬성이 필요했다. 2018년 10월 19일에는 마케도니아 공화국 의회 소속 의원 80명이 개헌안에 찬성함에 따라 마케도니아 공화국의 국호를 "북마케도니아"로 변경하는 과정이 시작되었다. 2018년 12월 3일에는 마케도니아 공화국 의회의 개헌안 초안이 찬성 67표, 반대 23표, 기권 4표로 가결되었다. 2019년 1월 11일에는 마케도니아 공화국 의회 소속 81명이 마케도니아 공화국의 국호를 북마케도니아로 변경하는 내용이 담긴 헌법 개정안을 가결시켰다.
2019년 1월 13일에는 파노스 카메노스 그리스 국방부 장관이 프레스파 협정과 관련하여 자신의 소속 정당인 독립 그리스인이 알렉시스 치프라스 총리의 소속 정당인 급진좌파연합과의 연정에서 탈퇴하기로 결정했다고 밝혔다. 그리스 의회는 2019년 1월 16일에 알렉시스 치프라스 총리에 대한 신임 여부를 묻는 투표를 실시했는데 찬성 151표, 반대 148표, 기권 1표를 기록했다. 한편 그리스 아테네에서는 60,000명(그리스 경찰 추산, 주최자 추산 600,000명)이 넘는 시위대가 그리스 의회의 프레스파 협정 비준에 반대하는 집회를 주최했는데 일부 시위대가 폭력을 행사하면서 경찰이 최루탄을 사용하여 진압하기도 했다.
그리스 의회는 2019년 1월 25일에 마케도니아 공화국과의 프레스파 협정 비준 동의안, 마케도니아 국호 변경 합의안을 찬성 153표, 반대 146표, 기권 1표로 가결시켰다. 이에 따라 마케도니아 공화국은 2019년 2월 12일을 기해 공식 국명을 북마케도니아로 변경했다.

## 같이 보기
- 마케도니아 국호 분쟁
- 그리스의 대외 관계